# Sullivan County, New Hampshire
Sullivan County är ett området i delstaten New Hampshire, USA. Sullivan är ett av tio countyn i staten och ligger i den västra delen av New Hampshire. År 2010 hade Sullivan County 43 742 invånare. Den administrativa huvudorten (county seat) är Newport, New Hampshire.

## Historia
Sullivan County grundades i Newport 1827. Namnet kommer från John Sullivan, en revolutionär krigshjälte och före detta guvernör. Det formades utifrån den norra delen av Cheshire County.

## Geografi
Enligt United States Census Bureau har Sullivan County en total area på 1 429 km². 1 392 km² av den arean är land och 38 km² (2,63%) är vatten.

### Angränsande countyn
- Grafton County (norr)
- Merrimack County (öst)
- Hillsborough County (sydost)
- Cheshire County (syd)
- Windham County, Vermont (sydväst)
- Windsor County, Vermont (väst)

## Demografi
Vid folkbokföringen år 2000 hade countyt 40 458 invånare, 16 530 hushåll och 11 174 familjer bosatta. Folktätheten var då 29 invånare/km², varav 97,99% vita, 0,24% svarta eller afroamerikanska, 0,29% indianer, 0,37% asiatiska och 0,16% av annat ursprung.
Det fanns 16 530 hushåll varav 29,4 % hade barn under 18 år bosatta hemma, 54,7 % av hushållen var gifta par. Åldersfördelningen i countyt var: 23,9 % under 18, 6,4 % mellan 18 och 24, 28,0 % mellan 25 och 44, 25,9 % mellan 45 och 64, och 15,8 % som var 65 eller äldre. Medelåldern var 40 år. På 100 kvinnor fanns det 97,1 män. På 100 kvinnor som var 18 år eller äldre fanns det 93,5 män.
Medelinkomsten för hushåll i countyt var 40 938 amerikanska dollar, medelinkomsten för familjer var 48 516 dollar. Män hade en medelinkomst på 32 185 dollar gentemot 24 615 för kvinnor. Per capita-inkomsten var 21 319. Cirka 5,2 % av alla familjer och 8,5 % av befolkningen levde under fattigdomsgränsen, inkluderande 9,5 % av de under 18 och 8,8 % av de över 65.

## Städer och större samhällen
| - Acworth - Charlestown - Claremont - Cornish - Croydon - Goshen - Grantham - Langdon | - Lempster - Newport - Plainfield - Springfield - Sunapee - Unity - Washington |